# Высота полёта

Altitude — барометрическая высота,
height — истинная высота,
elevation — высота наивысшей точки аэродрома или используемого порога ВПП над уровнем моря,
flight level — уровень (эшелон) полёта,
MSL (mean sea level) — средний уровень моря

Высота полёта — расстояние по вертикали от определённого уровня отсчёта до воздушного судна. Определяется высотомерами различных конструкций. В зависимости от уровня начала отсчёта различают высоты:
- истинную (от уровня точки, находящейся непосредственно под воздушным судном),
- относительную (от какого-либо условного уровня — уровня порога ВПП, уровня аэродрома, наивысшей точки рельефа и т. п.),
- абсолютную (от уровня моря).

Высоты полёта делят на предельно малые, малые, средние и большие:
- предельно малые — отличаются в зависимости от типа и скорости летательного аппарата;
- малые — от предельно малых до 1000 м;
- средние — от 1000 до 5000 м;
- большие — свыше 5000 м.

Безопасная высота полёта — высота полета, исключающая столкновение  воздушного судна с земной (водной) поверхностью или препятствиями на ней.
От высоты полёта следует отличать эшелон, занимаемый воздушным судном. Эшелоны отсчитываются по стандартному атмосферному давлению и имеют определенные нормативными документами значения:
- от 1000 до 5000 метров — 20гра.
- от 5000 до 10 000 метров — 30гра.
- от 10 000 до 15 000 метров — 35гра.